# Саут Маунтин (Тексас)
Саут Маунтин (енгл. South Mountain) град је у америчкој савезној држави Тексас. По попису становништва из 2010. у њему је живело 384 становника.

## Демографија
Према попису становништва из 2010. у граду је живело 384 становника, што је 28 (6,8%) становника мање него 2000. године.
| Група             | 2000.       | 2010.       |
| Белци             | 348 (84,5%) | 339 (88,3%) |
| Афроамериканци    | 8 (1,9%)    | 2 (0,5%)    |
| Азијати           | 14 (3,4%)   | 2 (0,5%)    |
| Хиспаноамериканци | 39 (9,5%)   | 37 (9,6%)   |
| Укупно            | 412         | 384         |